# Vieux Théâtre de Vilnius
 (septembre 2022).
Le Vieux Théâtre de Vilnius (lituanien : Vilniaus senasis teatras), anciennement Théâtre dramatique russe de Lituanie (lituanien : Lietuvos rusų dramos teatras), est une compagnie théâtrale fondée en 1864. Le théâtre est situé au no 13 Jono Basanavičiaus gatvė à Vilnius, en Lituanie. Les représentations s'y déroulent en langue russe, accompagnées de sous-titres en lituanien.

## Historique
Le théâtre est fondé en 1864 par Pavel Vasilyev, créant ainsi la première troupe de théâtre russe permanente résidant à Vilnius.
La première saison est inaugurée le 6 décembre 1864, avec le spectacle inspiré des deux œuvres de Nikolaï Polévoï, Zapoutannoïe delo et Deduchka russkogo flota.
Durant la Première Guerre mondiale, le théâtre est fermé et la troupe est dissoute. Celui-ci ne rouvre ses portes qu'en 1946.
En 1986, le Théâtre déménage dans le Théâtre Poulianka (lt), anciennement occupé par l'Opéra National de Lituanie de 1948 à 1974, et le Théâtre National de Jeunesse de Lituanie entre 1966 et 1981.
En septembre 2022, à la suite de l'invasion de l'Ukraine par la Russie, le ministre de la culture lituanien Simonas Kairys annonce le changement de nom du théâtre pour le "Vieux Théâtre de Vilnius".

## Pièces y ayant été jouées
- 1960 : L'ingénieur Bakhirev de Galina Nikolaïeva
- 2010 : L’Homme du Hasard de Yasmina Reza[6]
- 2011 : Cet hiver qui s'appelait Anna, pièce tirée d'un poème de David Samoïlov [7]